# Elefantine
Elefantine (arabisk: جزيرة الفنتين) er en ø i Nilen, historisk i det nordlige Nubien. Den er nu en del af den moderne by Aswan i Sydegypten. Elefantine er 1200 meter lang fra nord til syd og 400 meter bred hvor den er bredest. Øen ligger umiddelbart nedenfor Nilens første katarakt ved grænsen mellem Øvre Egypten og Nedre Nubien. På sydspidsen ligger et arkæologisk udgravningsområde og Aswanmuseet. I midten ligger tre landsbyer, og i nord ligger et stort luksushotel.
24°05′N 32°53′Ø / 24.09°N 32.89°Ø